# Liste der Ehrenbürger des Karlsruher Instituts für Technologie
Die Liste der Ehrenbürger des Karlsruher Instituts für Technologie führt alle Personen auf, die die Würde des Ehrenbürgers vom Karlsruher Institut für Technologie sowie dessen Vorgängerorganisationen, namentlich der TH Karlsruhe bzw. der Universität Karlsruhe, erhalten haben. Die akademische Ehrenbürgerwürde wurde im Jahr 1921 eingeführt, um ideelle Verdienste für die Hochschule zu würdigen.

## Liste
- Heinrich Müller-Breslau (1921)[3]
- Eugen Dyckerhoff (1921)
- Johannes Adolf von Kries[4] (1922)
- Karl Willy Wagner (1925)[5]
- Gustav Rasch (1926)[6]
- Georg Benoit (1935)[7]
- Emil Blum-Neff[8]
- Fritz Emde[8]
- Hubert Engels (1921)[8]
- Wolmar Fellenius[8]
- Fritz Görnnert[8] (1941)
- Joris Haringhuizen[8]
- Hans Hausrath[8]
- Sven von Hedin[8]
- Ludwig Heinrichsdorff[8]
- Hermann Himmelsbach[8]
- Nano Imelmann[8]
- Carl Kritzler[8]
- Max Läuger[8]
- Hans Lorenz[8]
- Paul Niggli[8]
- Wilhelm Paulcke[8]
- Hans von Raumer[8]
- Arthur Rohn[8]
- Simon Roos[8]
- Hans Rott[8]
- Karl Otto Saur[8]
- Friedrich Schaffernak[8]
- Franz Schmidt[8]
- Friedrich Schmidt-Ott[8]
- Hermann Schneider[8]
- Anton Schwaiger[8]
- Viktor Schwoerer[8] (1921)[9]
- Adolf Spilker[8] (1921)
- Richard Stribeck[8]
- Karl Willy Wagner[8]
- Hans Weidmann, Fabrikdirektor Essen[8]
- Bertha Benz (1944)[10]
- Otto Linde (1948)
- Hans Kluge[11]
- Wilhelm Wielandt (1953)[12]
- Hans Bredow[13] (1958)
- Hans von Raumer[14] (1958)
- Walter Wagner (1971)[15]
- Elisabeth Ziegler (1971)[15]
- Gerhard Selmayr (2000)
- Gerhard Seiler (2005)[15]
- Hartmut Weule (2006)[15]
- Manfred Popp (2012)[15]
- Michael Huber (2013)[15]
- Götz Werner (2013)[15]
- Helga Gaul (2014)[15]
- Wolfgang Gaul (2014)[15]
- Dieter Köhnlein (2019)[16]